# 小林良平
小林 良平（こばやし りょうへい、1965年10月14日 - ）は日本の元俳優である。本名・旧芸名は小林 哲磨（）。
大阪府出身。身長185cm。血液型はA型。岡山県立東岡山工業高等学校卒業。

## 来歴・人物
東映京都芸能俳優養成所在籍時にナイスガイコンテストで準優勝。養成所を卒業後、1987年に俳優デビュー。特技はドラム、空手、アクション。
1990年には「スーパー戦隊シリーズ」『地球戦隊ファイブマン』に星川文矢 / ファイブブラック役で出演。ちなみに、文矢が「空手が得意」という設定は彼の経歴からきている。後に、この作品で共演した早瀬恵子（現：成嶋涼、星川レミ / ファイブイエロー役）と結婚、3児が誕生したが、その後離婚。
2001年にオートバイを中心に扱う株式会社を設立し、車両の輸入、整備、販売に尽力している。藤とはその後も交流が続いており、小林と早瀬が企画したイベントにも出演している。
2020年10月からYouTubeチャンネル『小林良平チャンネル』を開設している。

## エピソード
『ファイブマン』の前に『仮面ライダーBLACK RX』の続編として企画されていた作品の主役に抜擢されていたが、諸事情で番組の制作が実現しなかったために話が流れてしまったことを明かしている。共演した藤敏也は、当初は電車で撮影に通っていたが、早朝集合や撮影が遅くなった際は小林の車で送り迎えをしてもらっていたという。
政治的には右派に属し、自由民主党の添田詩織を応援する様子をInstagramに載せたことがあるが、同党の総裁で首相でもある石破茂に批判的な書き込みをしたり、れいわ新選組の山本太郎のX(旧Twitter)をフォローするなど自民党を無批判に称賛しているわけではない。また、近年の戦隊作品について「学芸会戦隊」と評したツイートを行ったこともある(参照)。これらの言動は賛否が分かれる結果となっており、2025年に東映のYou Tubeチャンネルで『ファイブマン』が配信された際、小林に対して批判的な書き込みもなされた(参照)。また、『ファイブマン』共演者であった信達谷圭からはX(旧Twitter)がブロックされている。

## 出演

### テレビドラマ
- 必殺仕事人V・風雲竜虎編 第17話（1987年、テレビ朝日系）
- 花の生涯 井伊大老と桜田門（1988年、テレビ東京系）
- 暴れん坊将軍III （テレビ朝日/東映）
  - 第15話「妻を斬った男」（1988年） - 高垣大輔
  - 第47話「激震! なまず武士の怒り」（1989年） - 山崎
- 東京ゲーム（1988年　TBS系）
- 水戸黄門 第18部 第17話（1989年、TBS系）
- 機動刑事ジバン（1989年、テレビ朝日系） - 早川良 役
- 続々・三匹が斬る! 第6話（1990年、テレビ朝日系）
- 地球戦隊ファイブマン（1990年、テレビ朝日系） - 星川文矢 / ファイブブラック 役
- さすらい刑事旅情編III 第21話（1991年、テレビ朝日系）
- 炎立つ（1993年、NHK） - 佐藤忠信 役
- 高校教師 第7話（1993年、TBS系）

### 映画
- 極道の妻たちII（1987年、東映）
- BLOOD TWO EAGLE　特別出演

### その他
- バンダイ・DX大型基地マックスマグマ合体説明ビデオ